# Sincerely Dears...
Sincerely Dears...是日本聲優田村由香里的一張精選專輯。2007年3月28日由科樂美發行，KING RECORDS分銷。商品編號為GBZC-1（CD）和GBZC-2（附錄DVD）。

## 概要
- 收錄了田村的第1至11張單曲的主打歌曲（通稱「A面曲」）和一首新曲。
- 附錄DVD收錄了2006年春季舉行的巡迴演唱會的花絮。
- 在此專輯發行後4天（4月1日），田村將歌手合約從科樂美轉往KING RECORDS，故此專輯可說是田村在科樂美時期的總結。

## 收錄歌曲

### CD
1. summer melody
  - 作詞：花梨；作曲、編曲：Acryl Vox
2. - 作詞：椎名可憐；作曲：山口美央子；編曲：岸村正實
  - 田村由香里主持的電台節目開首曲（2002年4月〜7月）
3. Baby's Breath
  - 作詞：；作曲：cota；編曲：岩本正樹
  - 田村由香里主持的電台節目開首曲（2002年7月〜10月）
4. Lovely Magic
  - 作詞、作曲：渡邊美佳；編曲：渡邊美佳、久保幹一郎
  - 田村由香里主持的電台節目開首曲（2003年4月〜9月）
5. - 作詞：；作曲、編曲：片岡嗣實
6. - 作詞：；作曲、編曲：大久保薰
  - 田村由香里主持的電台節目開首曲（2004年4月〜9月）
7. Little Wish ～lyrical step～
  - 作詞：椎名可憐；作曲、編曲：太田雅友
  - 動畫「魔法少女奈葉」片尾曲
8. - 作詞：羽月美久；作曲、編曲：小松一也
  - 動畫「極上生徒會」片頭曲
9. Spiritual Garden
  - 作詞：；作曲、編曲：太田雅友
  - 動畫「魔法少女奈葉A's」片尾曲
10. 童話迷宮
  - 作詞：畑亞貴；作曲、編曲：太田雅友
  - 動畫「童話槍手小紅帽」前期片頭曲
11. Princess Rose
  - 作詞：；作曲、編曲：橋本由香利
  - 動畫「童話槍手小紅帽」後期片頭曲
  - 田村由香里主持的電台節目開首曲（2006年11月－2007年4月）
  - 田村由香里主持的網上電台節目開首曲（#183〜#205）
12. YOURS EVER
  - 作詞、作曲：marhy；編曲：marhy、tetsu-yeah
  - 田村由香里主持的電台節目結尾曲（2007年4月〜9月）

### DVD
Concert Tour 2006 *fancy baby doll*　Special Edition
1. opening
2. Little Wish 〜first step〜
3. CutieCutie
4. -backstage of FBD tour-
5. Amazing kiss
6. Black cherry
7. 童話迷宮
8. fancy baby doll
9. -neko,neco & yukari-
10. - MC -
11. ending